# Gioni Dimitriu
Gioni Dimitriu (numele de scenă al lui George Napoleon Dumitriu; n. 21 august 1933, București, România – d. 16 decembrie 2003, București, România) a fost un cântăreț și actor al Teatrului de revistă „Constantin Tănase” din București, impresar și organizator de concerte.

## Biografie
A urmat cursurile Institutului de Cultură Fizică din București de unde, apoi, s-a transferat la Facultatea de Științe Juridice din București. 
Abia lansat în cariera artistică (1956), Gioni Dimitriu a activat și ca atacant în echipa de hochei a clubului sportiv „Locomotiva TAROM” (1958) și „Steaua” București.
Patru ani mai târziu (1964), a devenit angajat al Teatrului regional București.
În 1965 a primit titlul de Maestru Emerit al Sportului.
Gioni Dimitriu a devenit o personalitate a teatrului de revistă după ce a devenit partenerul de scenă al marelui actor Jean Constantin.
El a fost primul interpret al unei piese Beatles pe disc Electrecord („I Want To Hold Your Hand” – 45-EDC-573). 
A debutat în cinematografie în filmul Vacanță la mare, sub numele de Gioni Dumitriu. 
Autor a numeroase concerte-spectacol sub egida A.R.I.A., A.T.M. sau T.C.T. (Teatrul „Constantin Tănase”), a participat ca prezentator și cupletist la Radio și Televiziune. 
Începând cu anul 1977 s-a evidențiat și ca un talentat fabulist în emisiunea lui Ion Mustață de la Televiziunea Română, „Cel mai bun continuă”.

## Roluri în spectacole (selectiv)
- „Reuniunea jucătorilor de fotbal din București” (10 martie 1956)
- „Concert distractiv” (1956)
- „Jurnal muzical” (1956)
- „Muzica e viața mea” (1957)
- „Cupa speranțelor” (1958)
- „Primăvară... pe gheață” (1959)
- „Rîzi că viața e frumoasă” (1961)
- „Varietăți la Casa Ziariștilor” (1963)
- „Seara melodiilor” (1964)
- „Cabana melodiilor” (la TVR, 23 mai 1964)
- „Turneu oficial” (1965)
- „Festivalul de muzică ușoară românească Mamaia” (1965)
- „Cu muzica... e de glumit” (1966)
- „Spectacol muzical-coregrafic” (1966)
- „Festivalul de muzică ușoară românească Mamaia” (1966)
- „Unda veselă” (1967)
- „Spectacol de 1 mai” (1967)
- „Scandal la Boema” (1967)
- „Concert de muzică ușoară al formației Sincron” (1967)
- „Parada Revistei” (1967)
- „Vă așteaptă un om” (1968)
- „Primăvara melodiilor” (1968)
- „Sărbătoarea absolvenților” (1968)
- „Concert pe stadion” (1968)
- „Pe aripile muzicii ușoare” (1968)
- „Pe locuri, fiți gata... cîntați” (1968)
- „Surpize la Cabaret–Bar” (1969)
- „Carnavalul Slănicului” (1969)
- „Balul mărțișorului” (1969)
- „Mărțișoare... mărțișoare” (1969)
- „La iarbă verde” (la TVR, 27 aprilie 1969)
- „Turneu de muzică ușoară” (1969)
- „Start spre Lună” (1970)
- „Marele carnaval turistic” (1970)
- „Varietăți” (1970)
- „Emoții în casă nouă” (1970)
- „Spectacol de divertisment” (1970)
- „Festivalul Florile Ceahlăului” (1970)
- „Concert extraordinar de muzică ușoară” (1970)
- „Concert Casey Anderson” (invitat Gioni Dimitriu – 1970)
- „Spectacol de estradă” (1970)
- „Excursie muzicală” (1971)
- „Concert de muzică ușoară al formației Cupidon” (1971)
- „Să cîntăm chitara mea” (1971)
- „Steaua Sătmarului” (1971)
- „Concert de muzică ușoară al formației Cadran” (1971)
- „Concert la Sibiu” (1972)
- „Concert la Sfântu Gheorghe” (1972)
- „Laureații concursului Sibiu '71” (1972)
- „Concert la Continental” (1972)
- „Concert de muzică ușoară al formației Savoy” (1972)
- „Concert la Odorheiu Secuiesc” (1972)
- „Solii Tinereții” (1972)
- „Concertul Tinereții” (1972)
- „Ansamblul Tineretului din Sibiu” (prezintă Gioni Dimitriu – 1972)
- „Melodiile Tinereții” (1972)
- „Tele-melodii '72” (1972)
- „Concert de muzică ușoară Marina Voica – Gioni Dimitriu” (1973)

## Filmografie
- Vacanță la mare (1963)
- La vârsta dragostei (1963)
- Poiana soarelui (1964)
- Dragoste la zero grade (1964)
- Drumul oaselor (1980)
- Castelul din Carpați (1981)
- Un petic de cer (1984)

## Discografie
- „Gioni Dimitriu”, Electrecord, EDC 573 (1965)
- „Momente vesele”, Electrecord, ST-EXE 03492 (1989)